# Thể chất mèo

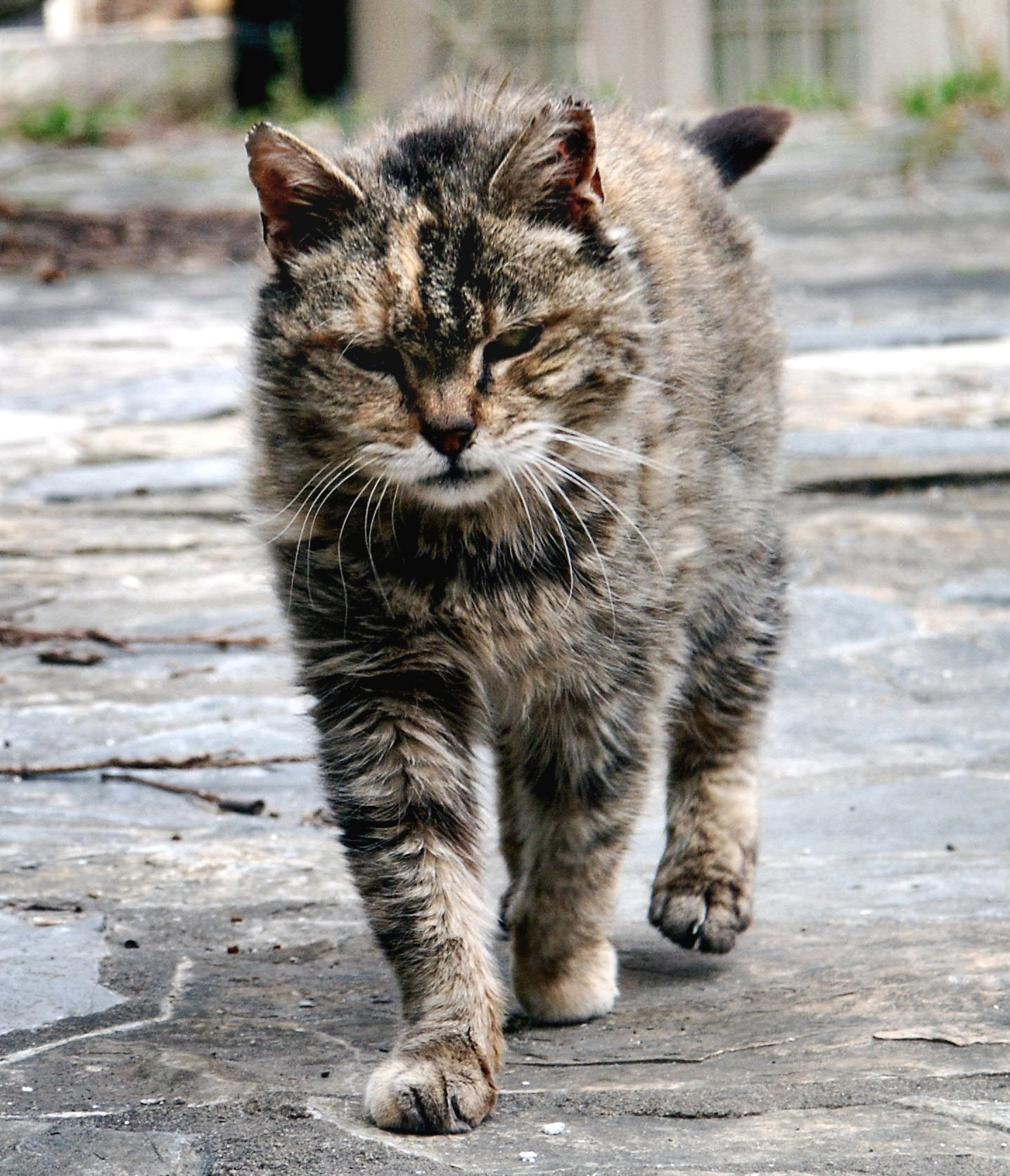
Một con mèo hoang ở Virginia

Thể chất mèo hay sức khỏe mèo (Cat health) là một lĩnh vực được nghiên cứu về các vấn đề về thể chất, sức khỏe và bệnh tật trên những con mèo (mèo nhà) trong ngành thú y ngày càng được quan tâm do sự phổ biến của mèo được nuôi như thú cưng trong các gia đình nhằm tăng tuổi thọ của mèo. Các chủ đề nghiên cứu về thể chất, sức khỏe của mèo bao gồm các bệnh truyền nhiễm và bệnh di truyền, chế độ ăn uống và dinh dưỡng cho mèo cũng như các thủ thuật phẫu thuật không điều trị, thậm chí là massage cho mèo.

## Bệnh tật

### Bệnh truyền nhiễm

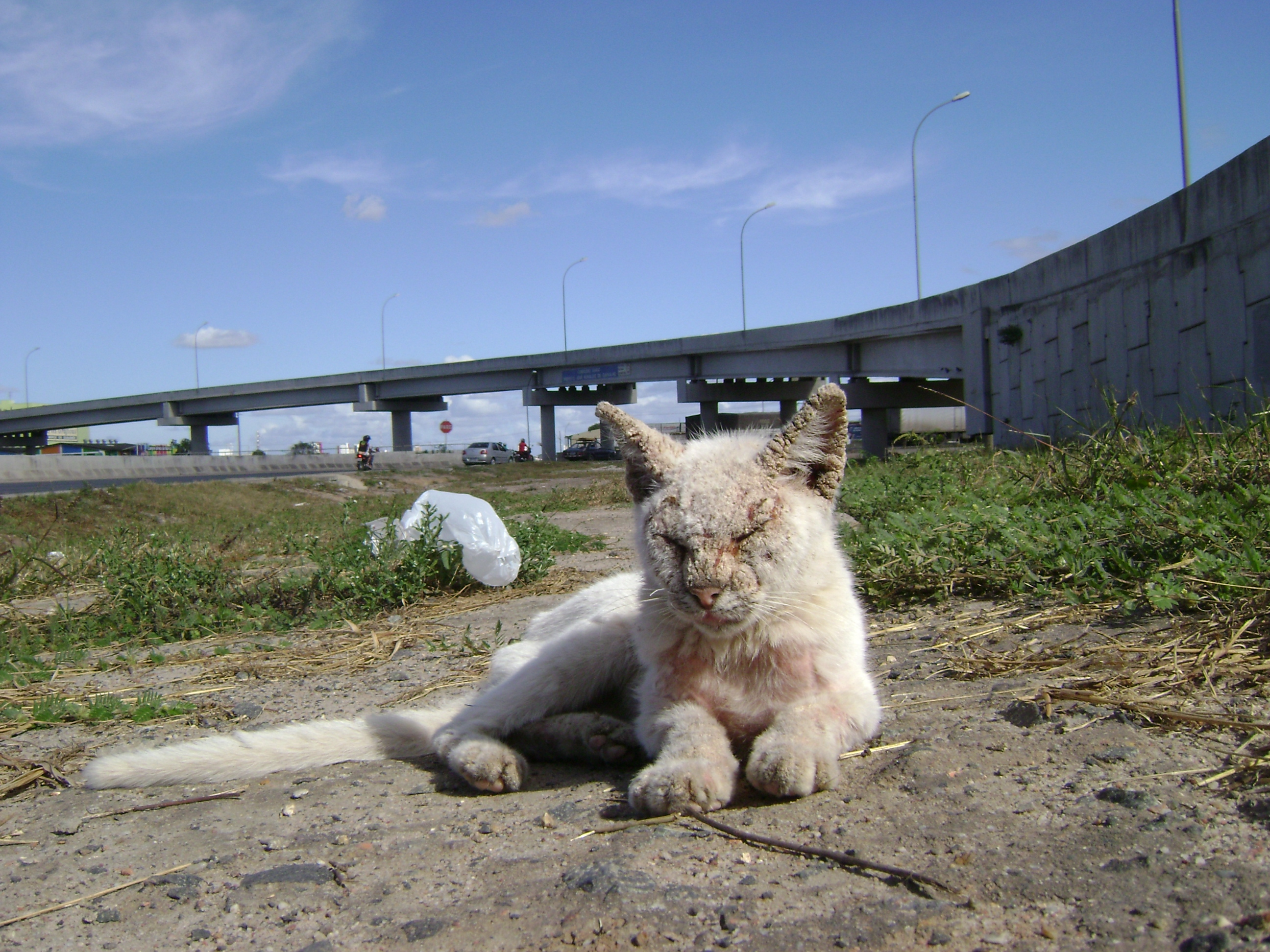
Một con mèo bị bỏ hoang và bị thương

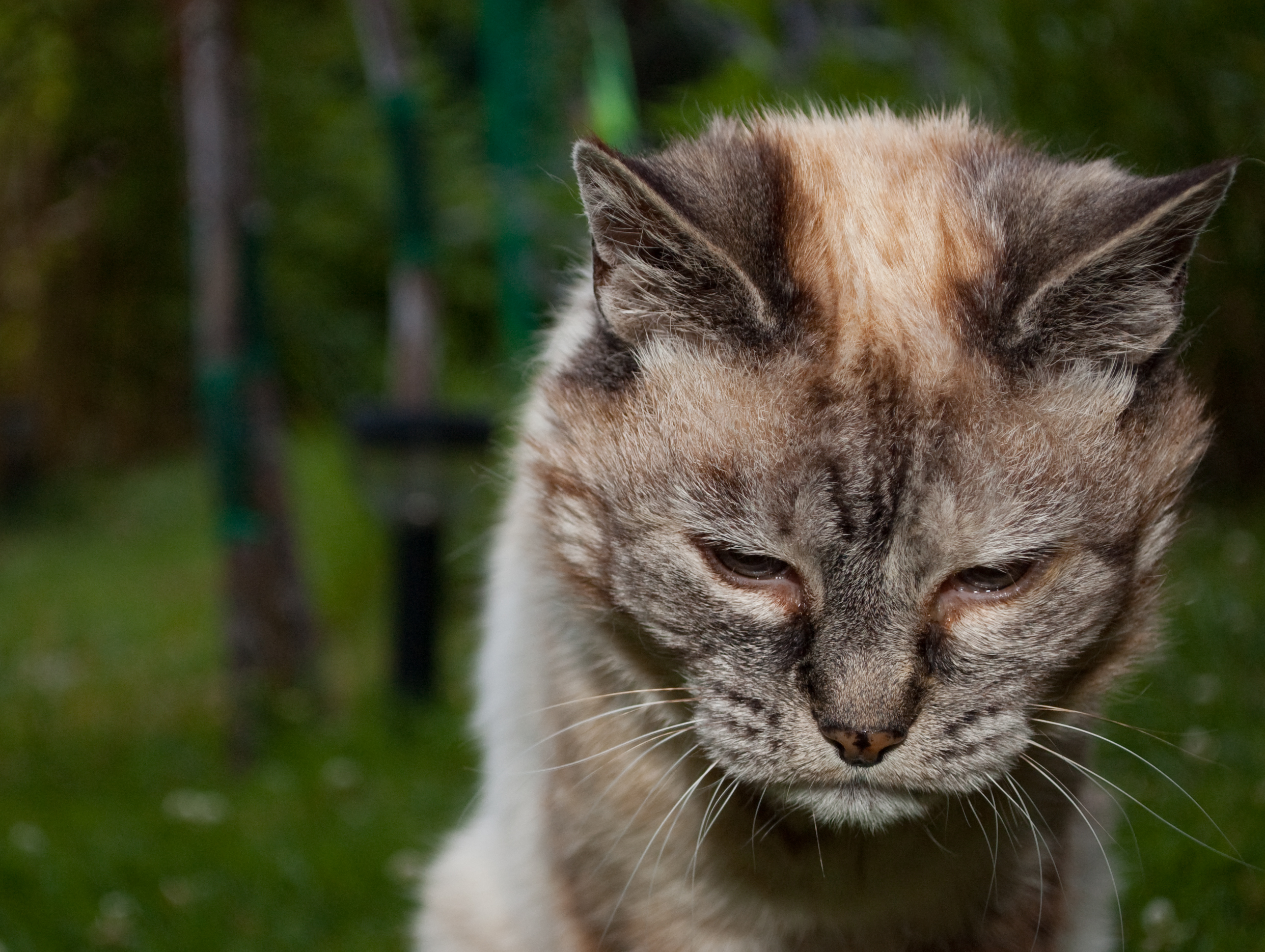
Một con mèo già 20 năm tuổi

Hầu hết các bệnh này có thể lây lan từ mèo sang mèo qua các mầm bệnh trong không khí hoặc qua tiếp xúc trực tiếp hoặc gián tiếp, trong khi những bệnh khác cần có vật trung gian truyền bệnh. Một số bệnh truyền nhiễm là mối quan tâm từ quan điểm sức khỏe cộng đồng vì chúng là bệnh lây truyền từ động vật sang động vật ở mèo và có thể truyền sang người. Các loại bệnh và vi-rút được khuyến cáo phổ biến nhất cần tiêm chủng cho mèo là:
- Virus suy giảm miễn dịch mèo (FIV)
- Viêm phổi do virus ở mèo (FVR) do virus herpesvirus 1 (FHV-1) ở mèo gây ra.
- Feline calicivirus (FCV) gây nhiễm trùng đường hô hấp ở mèo.
- Feline panleukopenia (FPV) thường được gọi viêm ruột truyền ở nhiễm mèo hay dịch hạch mèo, bệnh sốt ho ở mèo.
- Bệnh dại gây tử vong do vết cắn của động vật có vú bị nhiễm bệnh.

Các loại virus khác mà mèo có thể tiếp xúc bao gồm:
- Virus bạch cầu ở mèo (FeLV), một loại virus retrovirus lây nhiễm cho mèo.
- Virus suy giảm miễn dịch mèo (FIV)
- Virus viêm phúc mạc truyền nhiễm ở mèo (FIPV) gây ra bệnh viêm màng bụng truyền nhiễm ở mèo (FIP) hay Viêm phúc mạc truyền nhiễm ở mèo.
- Bệnh mèo cào (CSD) vi khuẩn này có trong mèo mà lây sang người
- Tụ huyết trùng
- H5N1 khi lây lan sang mèo.
- Chlamydophila felis

### Ký sinh trùng
Ký sinh trùng bên ngoài, chẳng hạn như bọ chét, ve, ve và muỗi có thể gây kích ứng da và cũng thường là vật mang các bệnh khác hoặc nội ký sinh trùng.
- Ve tai và các loại ve khác có thể gây ra các vấn đề về da.
- Bọ ve, bọ chét và muỗi thường mang nhiều bệnh lây truyền qua đường máu ví dụ như bọ chét mèo (Ctenocephalides felis)
- Nội ký sinh trùng bao gồm giun chỉ (Dirofilaria immitis), giun móc, giun tròn mèo (Toxocara cati), giun đũa, Cytauxzoonosis.

### Bệnh di truyền
Mèo nhà bị ảnh hưởng từ hơn 250 rối loạn di truyền tự nhiên, nhiều trong số đó tương tự như ở người. 
- Dị tật nhiều ngón ở mèo
- Điếc bẩm sinh ở mèo, đối với những con mèo trắng.
- Hội chứng mèo con ngực phẳng
- Bệnh cơ tim phì đại ở mèo
- Loạn sản van tim
- Loạn sắc tố mống mắt

### Rối loạn da
Rối loạn da ở mèo là một trong những vấn đề sức khỏe phổ biến nhất ở mèo và có nhiều nguyên nhân. Tình trạng da và lông của mèo có thể là một chỉ số quan trọng về sức khỏe tổng quát của nó.
- Cheyletiellosis là một bệnh viêm da nhẹ do bọ ve thuộc giống Cheyletiella gây ra.
- Viêm da ở mèo là một vấn đề nhìn thấy ở mèo chủ yếu liên quan đến sự hình thành của bã nhờn kèm theo vết viêm trên cằm của mèo và các khu vực xung quanh có thể hình thành vết thương, rụng lông và các vết loét
- Viêm da nấm (chàm mèo)
- Mẫn ghẻ (Mange)
- Rối loạn da ở mèo

### Ung thư
- Ung thư bàng quang
- Ung thư đường ruột
- Ung thư gan
- Khối u tuyến vú gây ra tình trạng còm cõi
- Ung thư mũi
- Ung thư da
- Ung thư dạ dày

### Các bệnh khác
- Bệnh thiểu sản tiểu não là một chứng rối loạn do tiểu não không hoàn toàn trưởng thành khi mới sinh gây ra cử động giật, run, con vật thường bị ngã và đi lại khó khăn
- Loét giác mạc (viêm mống mắt) là một tình trạng viêm của giác mạc
- Bệnh tiểu đường ở mèo
- Bệnh suyễn ở mèo
- Gan nhiễm mỡ ở mèo còn được gọi là Bệnh mỡ gan ở mèo, là một trong những dạng bệnh gan phổ biến nhất của mèo. Bệnh bắt đầu khi mèo bỏ ăn do chán ăn, buộc gan phải chuyển hóa chất béo trong cơ thể thành năng lượng.
- Viêm đường tiết niệu dưới ở mèo (FLUTD) dùng để chỉ nhiều vấn đề về đường tiết niệu của mèo, bao gồm sỏi và viêm bàng quang. Đây là một bệnh phổ biến ở mèo trưởng thành, có thể dẫn đến tắc nghẽn hoàn toàn hệ thống tiết niệu, nếu không được điều trị sẽ gây tử vong.
- Bệnh đường ruột gây ra nôn mửa thường xuyên và giảm cân ở mèo (IBD). IBD không được chẩn đoán hoặc điều trị kém có thể dẫn đến tử vong do suy dinh dưỡng ngay cả ở mèo ăn thường xuyên.
- Xoắn ruột (Pyometra)
- Béo phì ở mèo

## Hình ảnh

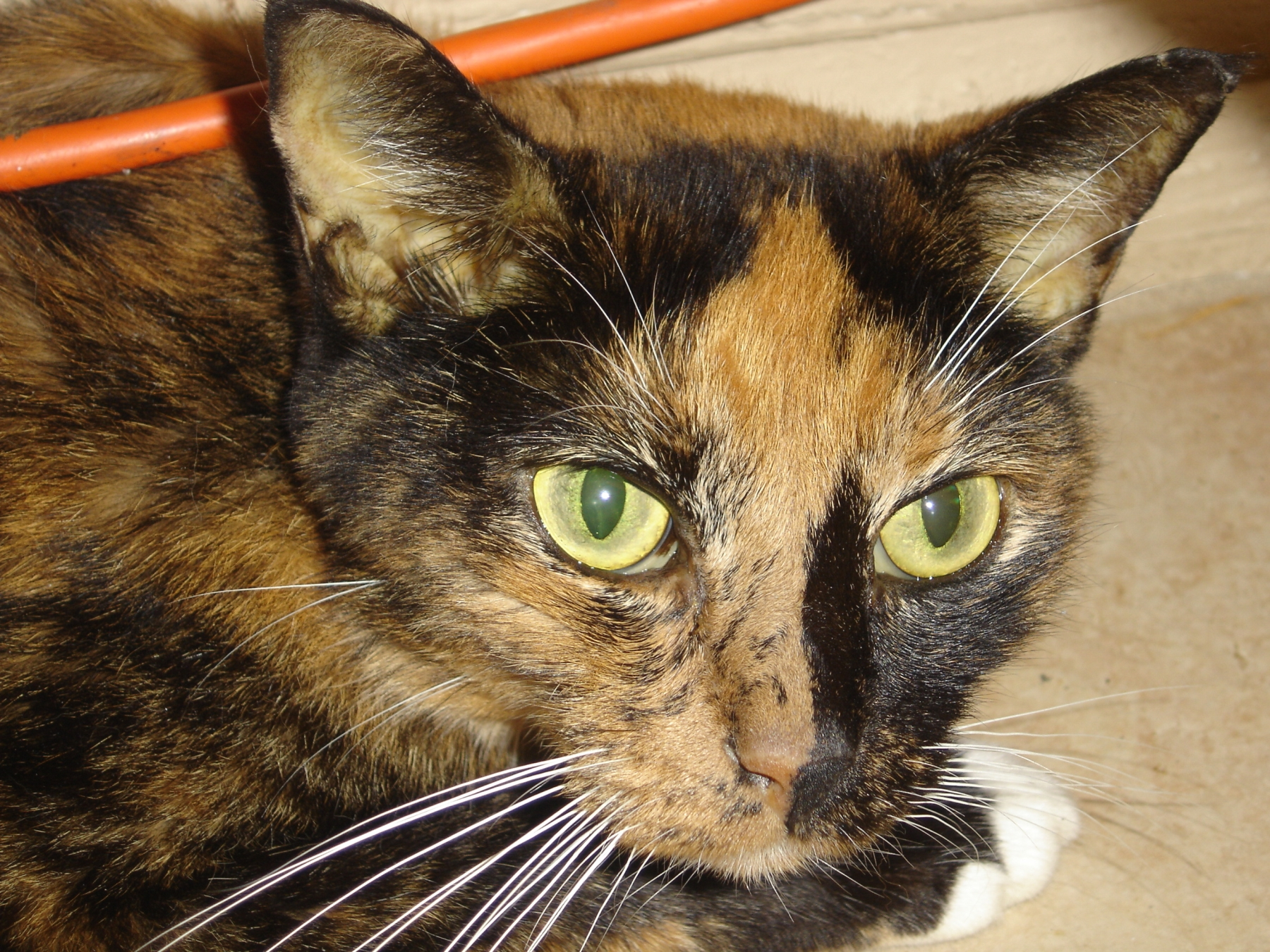
Một con mèo vàng mắt do bị gan nhiễm mỡ
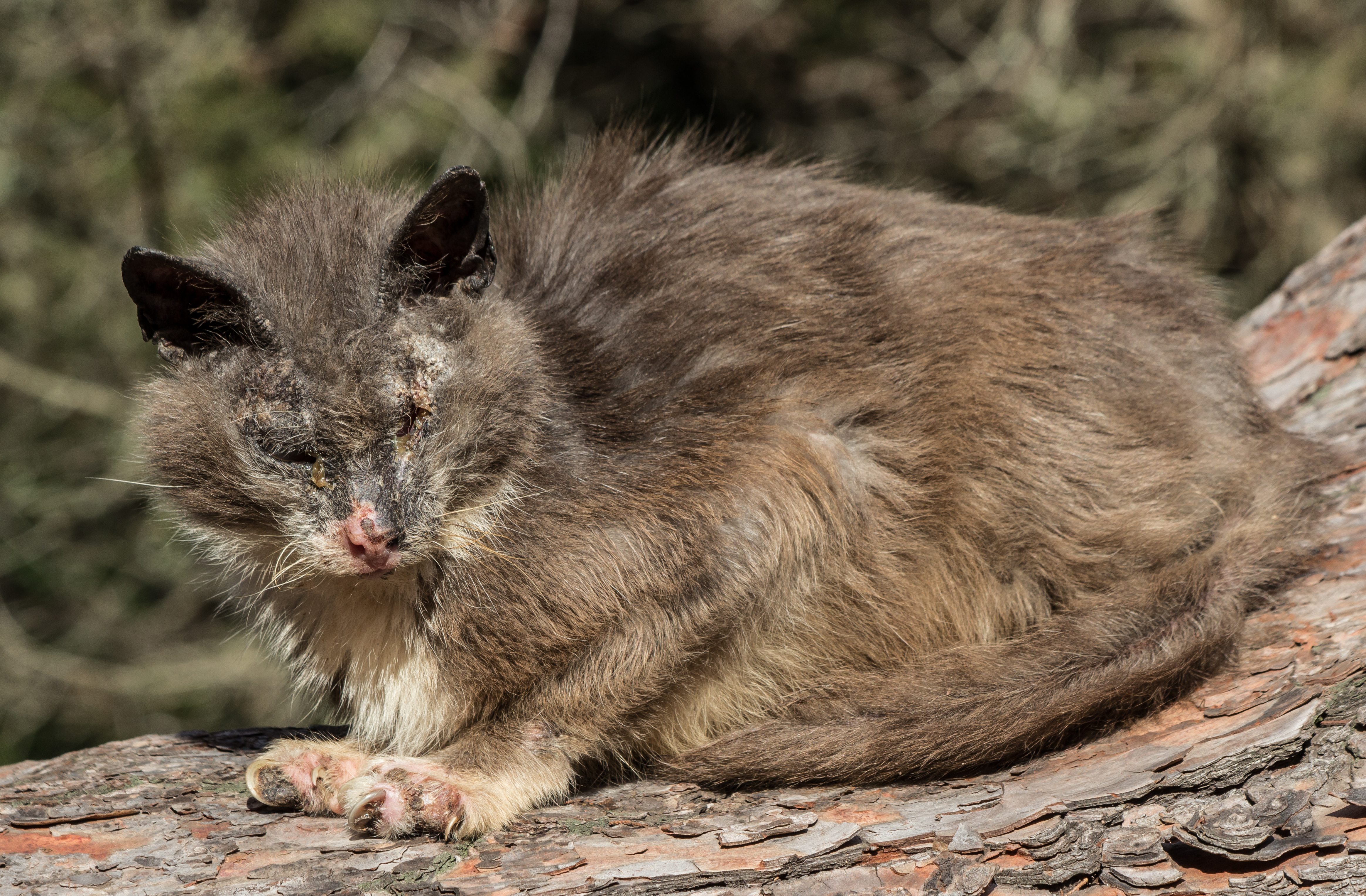
Một con mèo bị bệnh
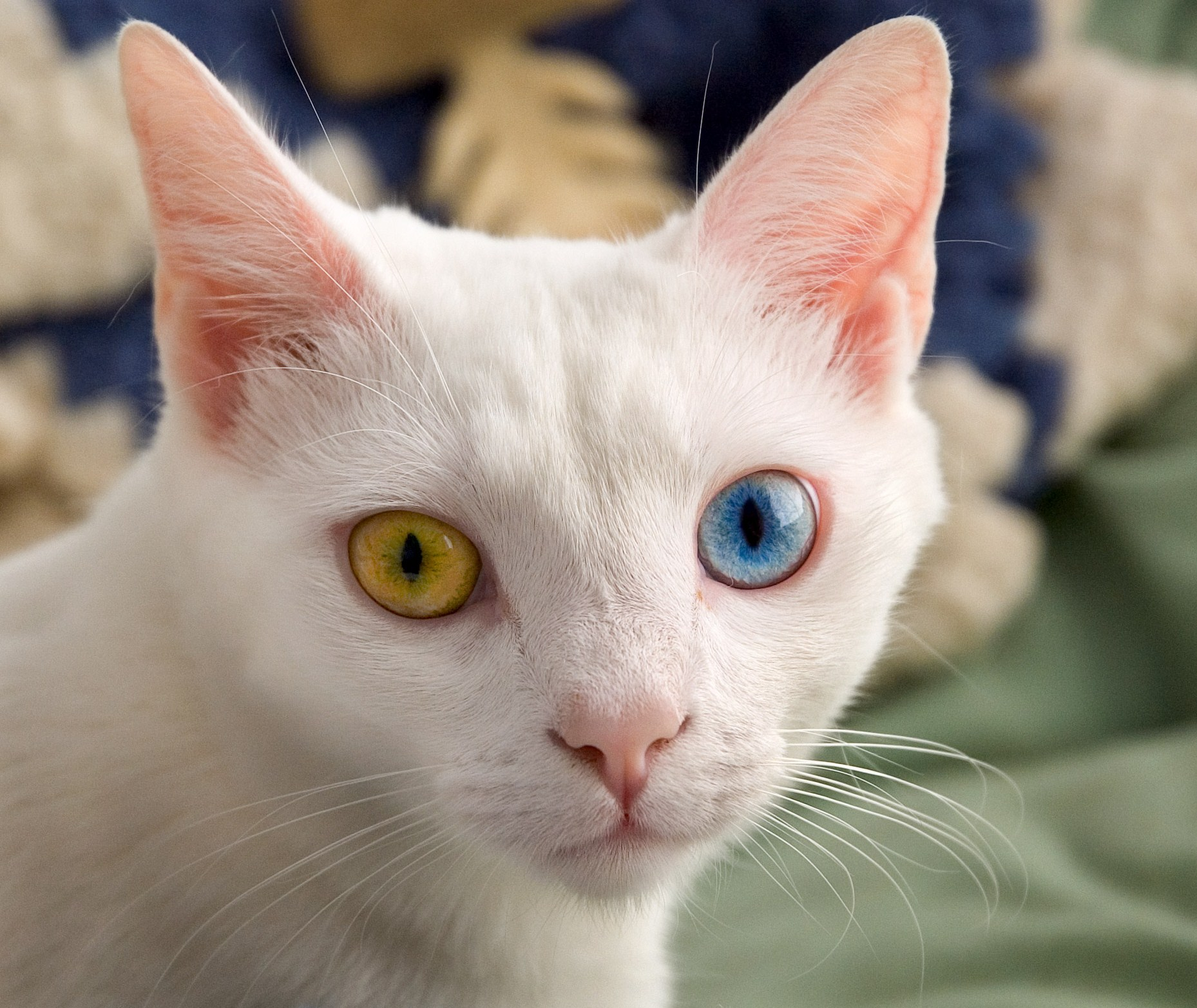
Một con mèo bị loạn sắc tố mắt
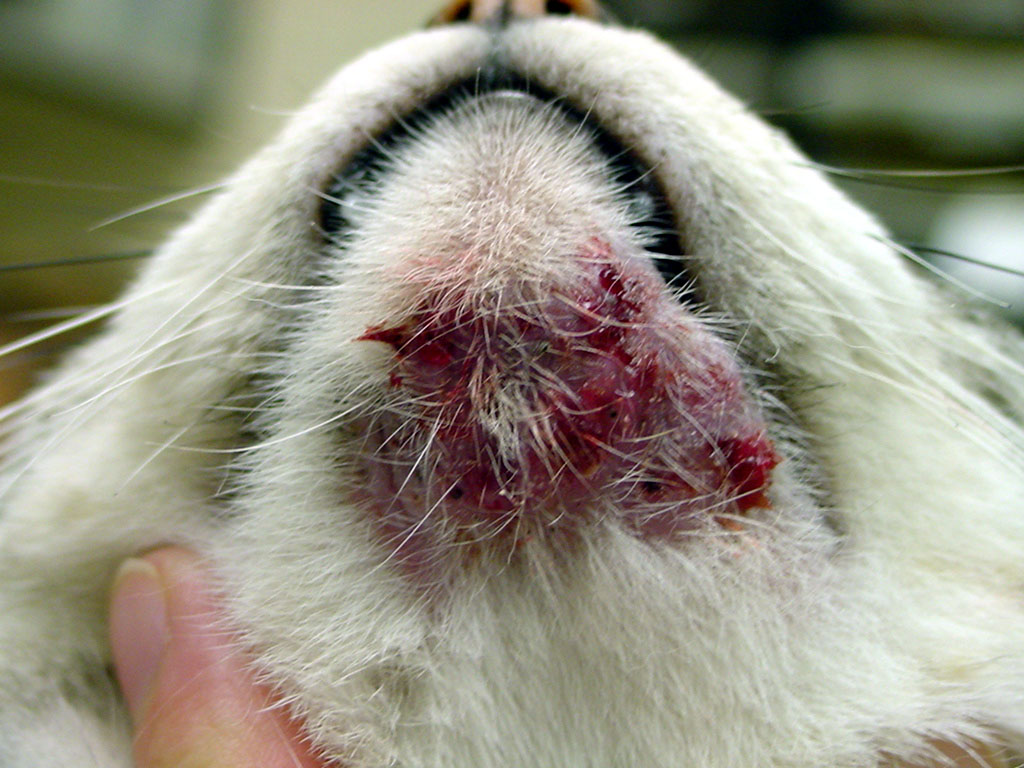
Mèo bị viêm da
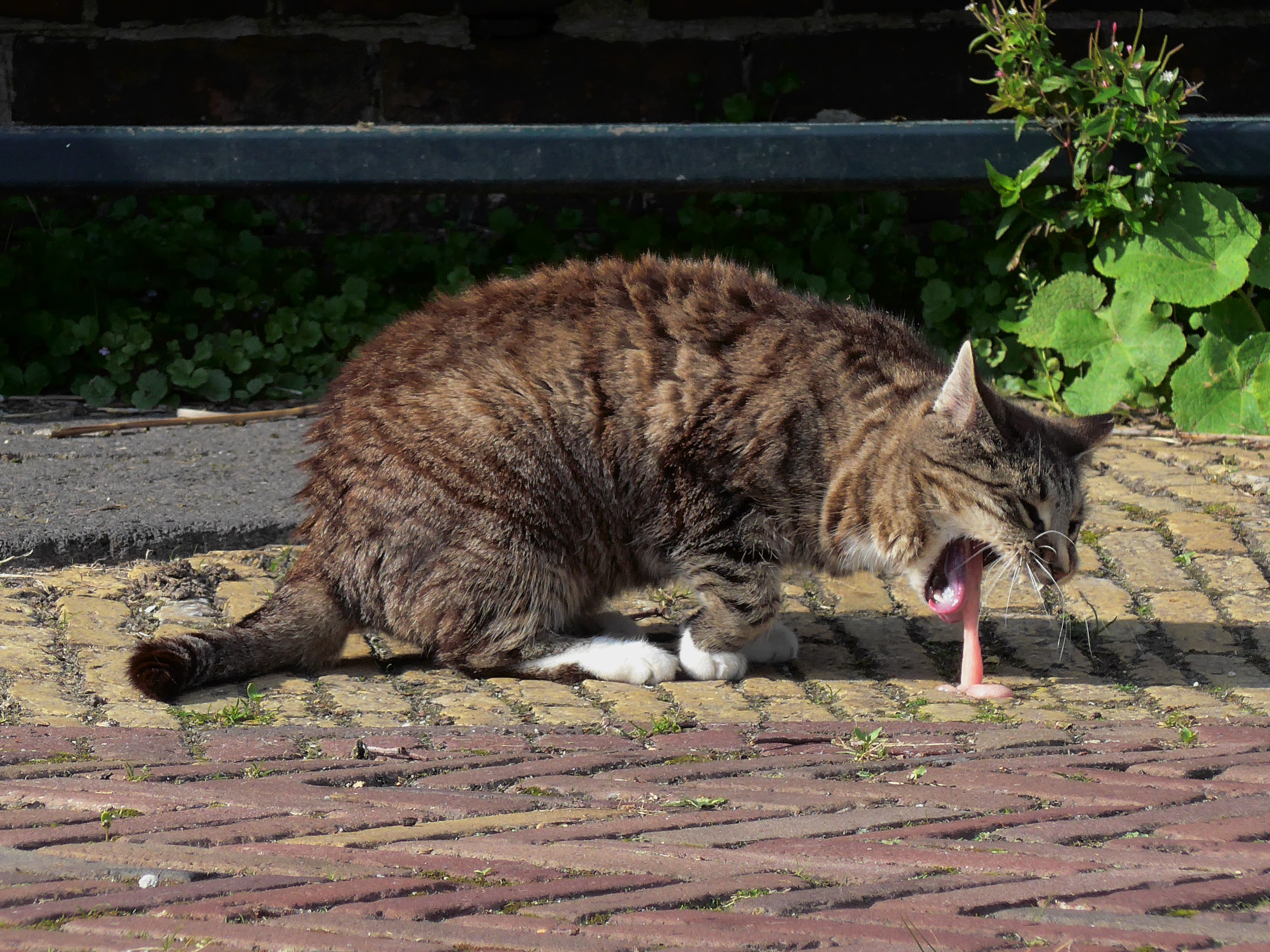
Mèo bị nôn mửa (IBD)
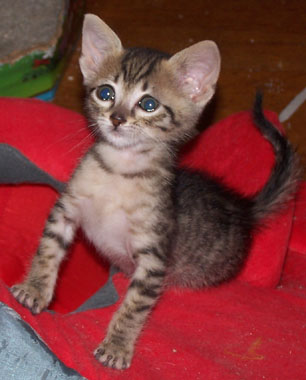
Mèo con ngực phẵng
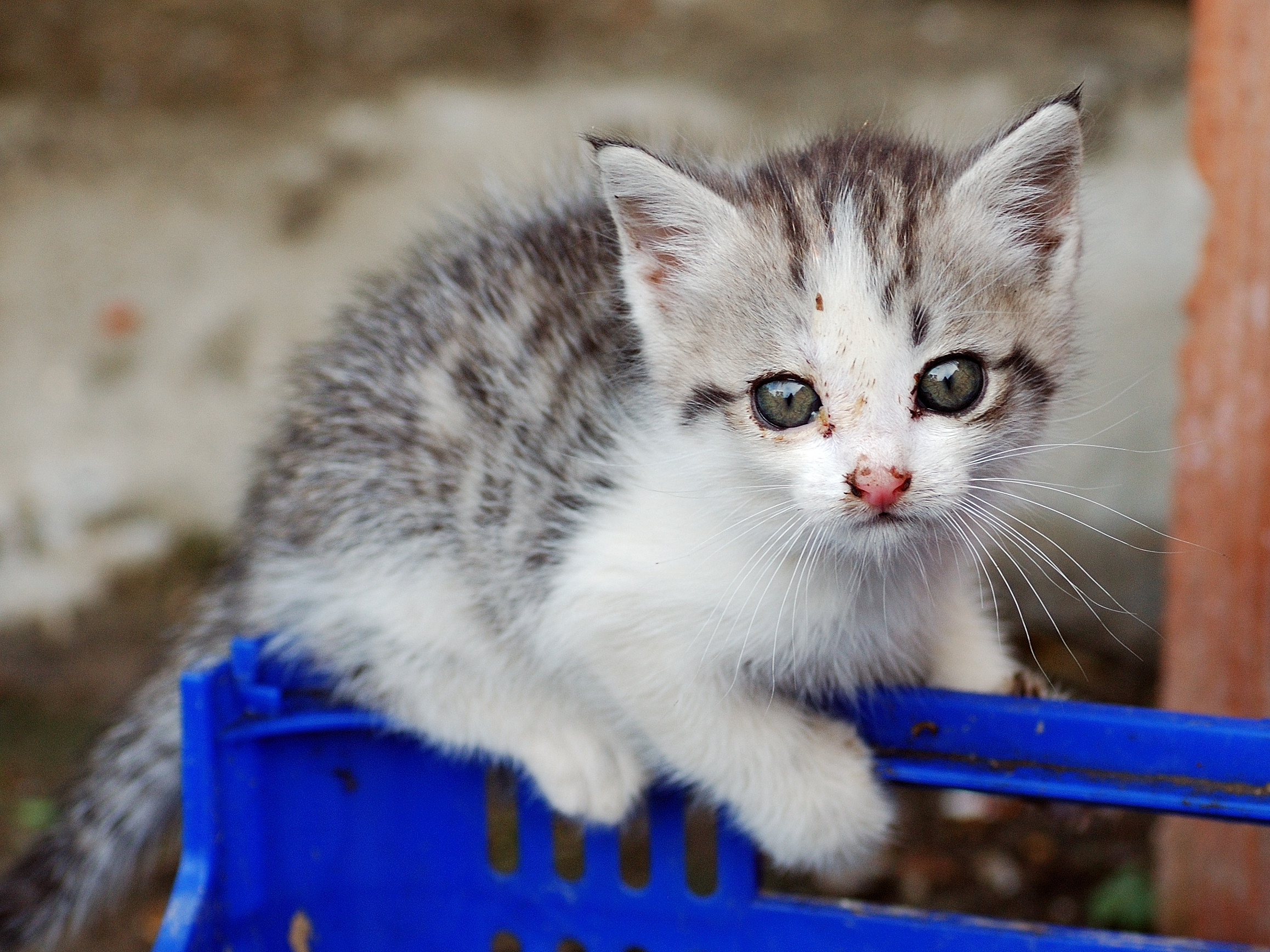
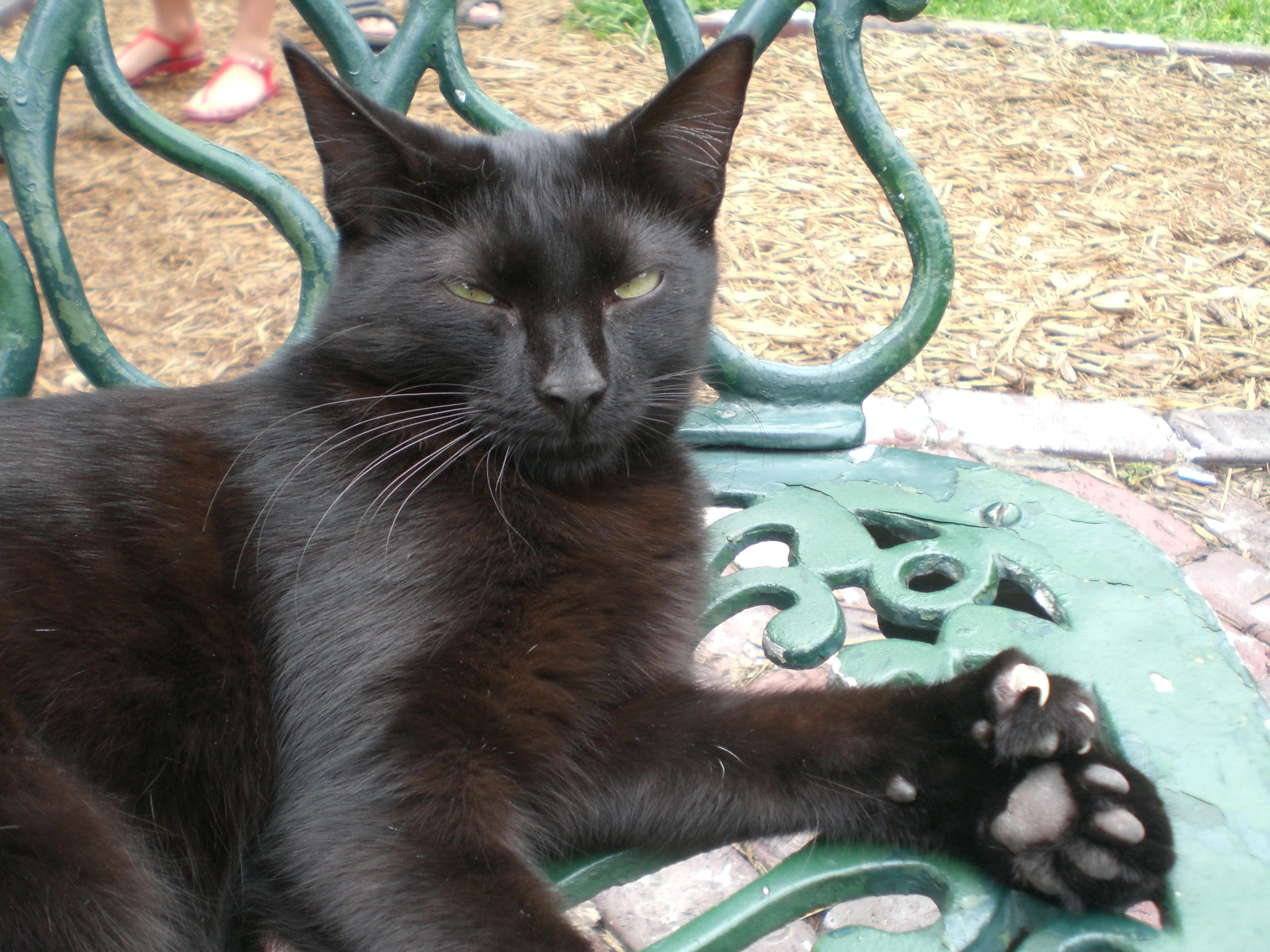
Mèo đen bị dị tật nhiều ngón